# Jean Carnahan
Jean Anne Carpenter Carnahan (Washington, D.C, 20 de diciembre de 1933-30 de enero de 2024) fue una política y escritora estadounidense. 

## Carrera política
Juean Carnahan se desempeñó como primera dama de Misuri (1993-2000), y como la segunda senadora de Estados Unidos (2001-2002). Demócrata, fue nombrada en 2001 para ocupar el escaño en el Senado de su esposo Mel Carnahan, que había sido elegido póstumamente, convirtiéndose en la primera mujer en representar a Misuri en el Senado.